# Mercuriusteatern
Mercuriusteatern var en fri teatergrupp bildad 1981 genom en utvidgning och ombildning av den föregående gruppen Teater Proteus, som i sin tur bildades 1965 av initiativtagaren, författaren och regissören Ulf Gran som en utbrytning från Lunds Studentteater vid Lunds universitet, där Ulf Gran verkade som lärare inom drama-teater-film.
Med säte i Lund/Malmö har man producerat över 100 olika produktioner inom en mängd olika genrer - klassiker, mindre kända äldre verk, nyskrivet, barnteater mm - likt den formföränderliga guden Proteus och den idoga budbäraren Merkurius turnerande och uppsökande över hela landet, ofta i en avskalad, asketisk form med närhet till publiken. 1983 upprättades avtal med Skaraborgs läns landsting om att låta Mercuriusteatern utgöra grunden för en ny länsteater med säte i Skövde, varvid hälften av Mercuriusteaterns produktioner förlades dit, och 1988 skapades formellt Stiftelsen Skaraborgs länsteater med Ulf Gran som dess första teaterchef fram till 1990. Mercuriusteatern upplöstes 2015.